# Duomo di Fulda
Il duomo del Santissimo Salvatore (in tedesco: Dom Sankt Salvator) è la cattedrale della diocesi di Fulda, nella città omonima, nel land dell'Assia in Germania. È il santuario principale e il luogo di sepoltura di san Bonifacio.

## Storia e descrizione

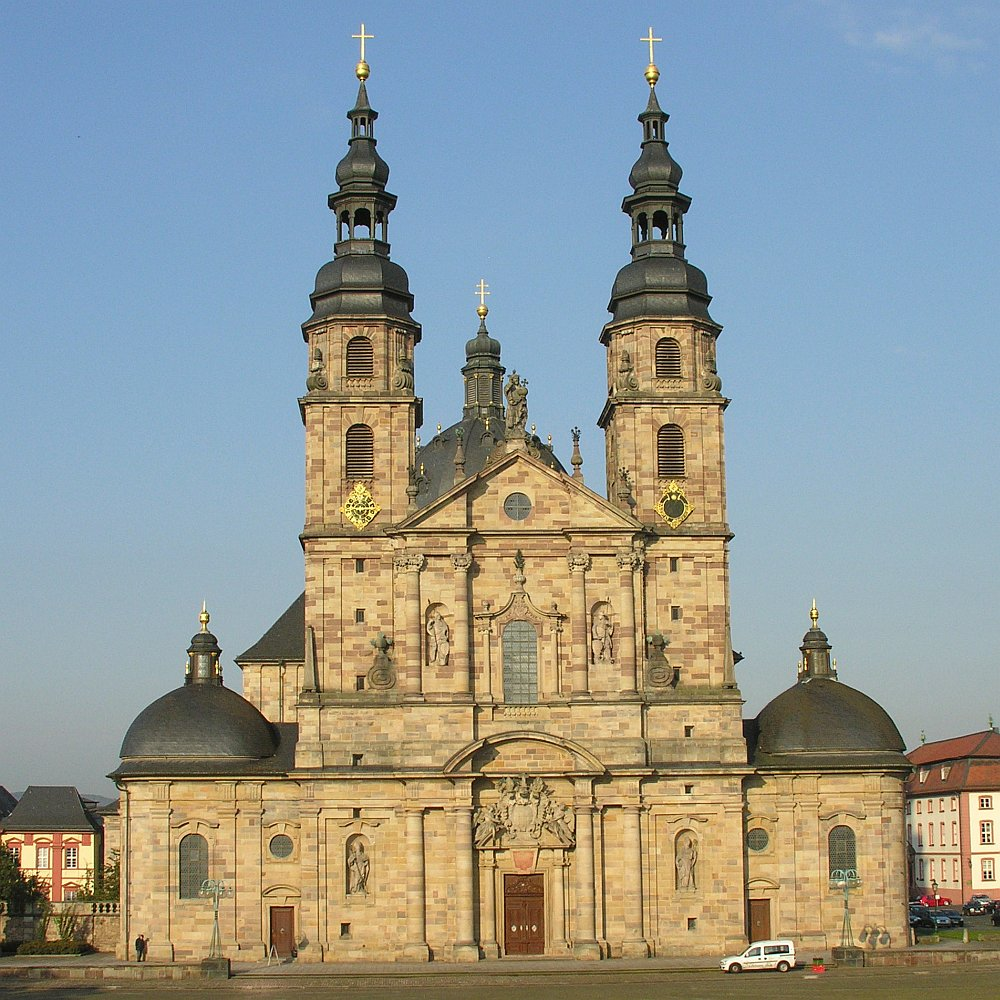
La facciata.

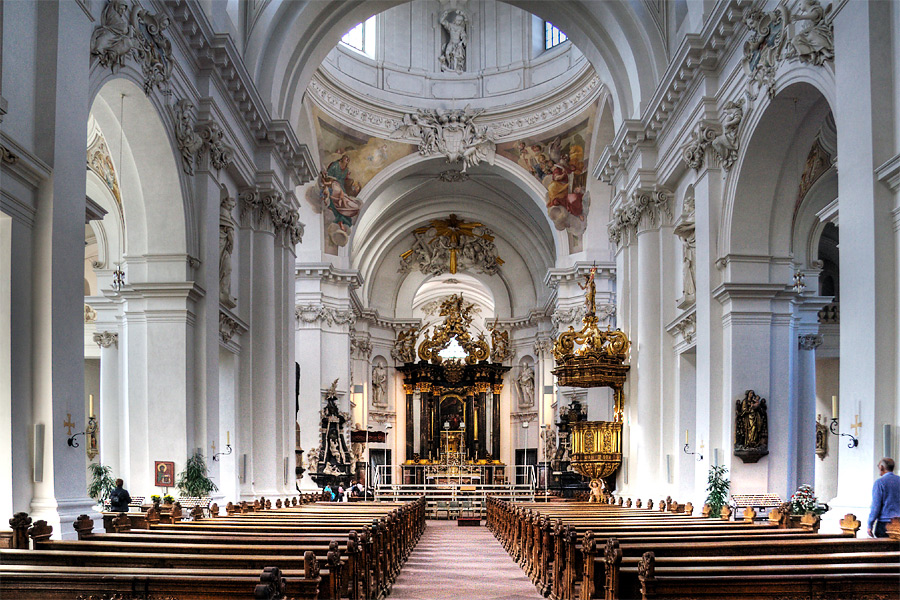
L'interno.

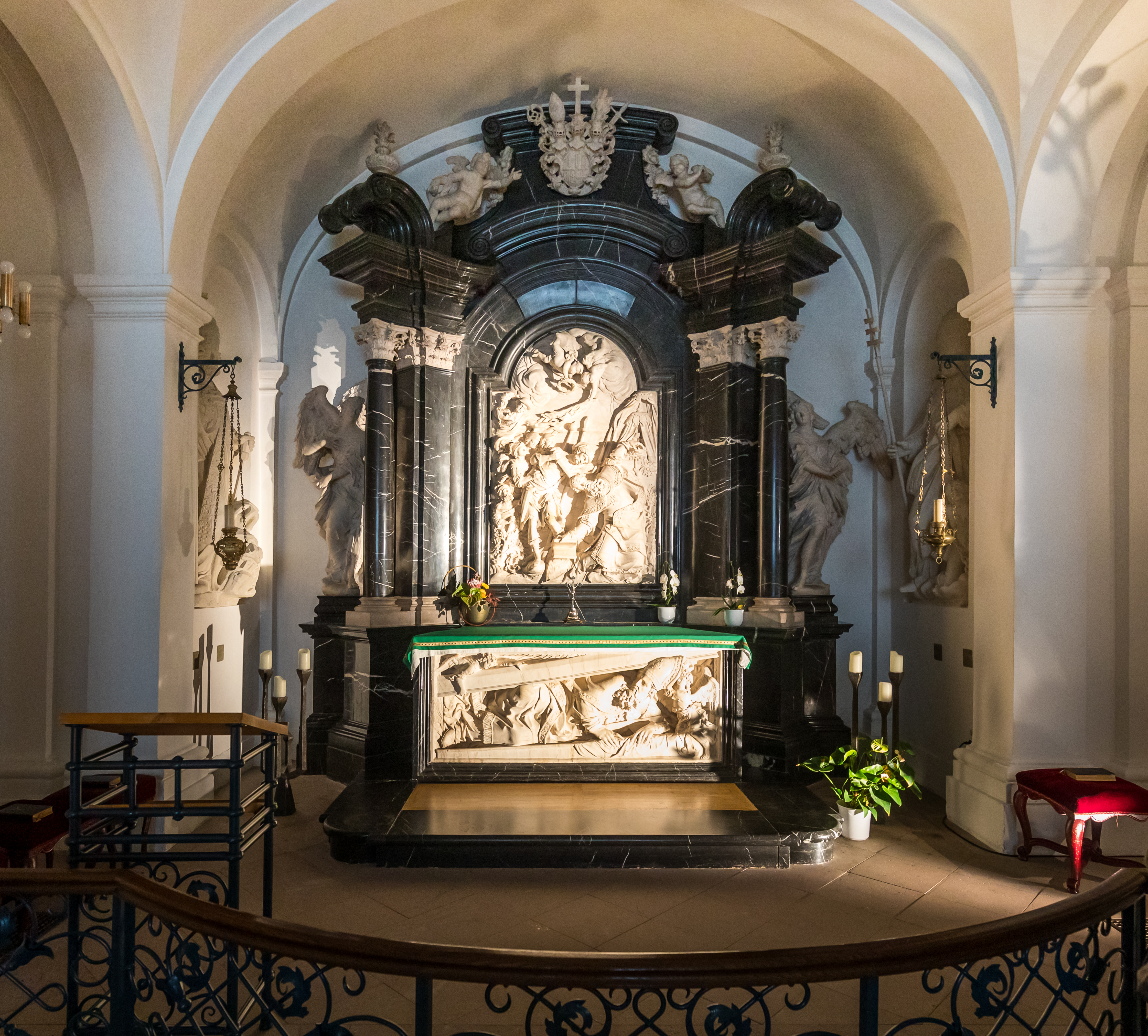
Cripta di San Bonifacio.

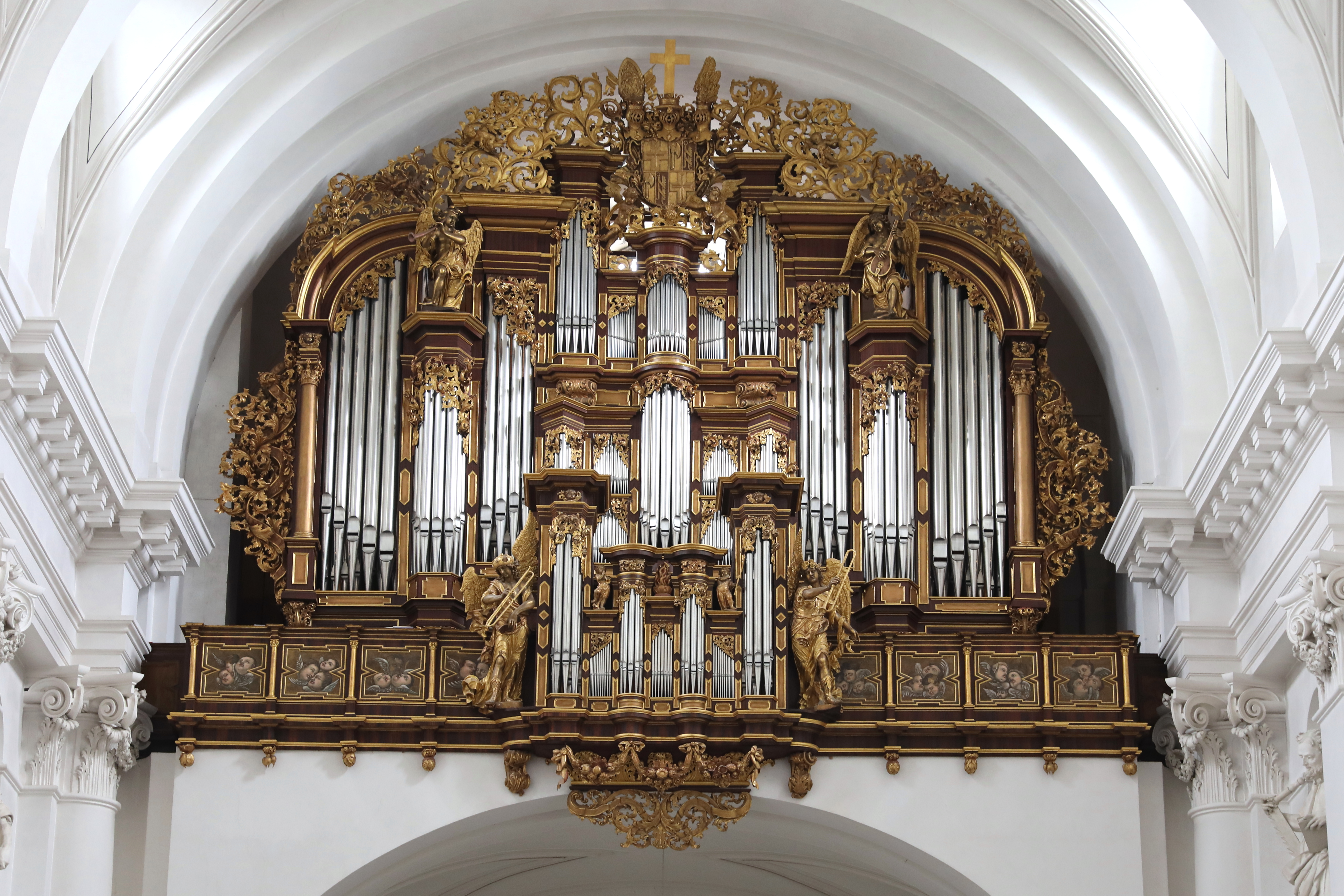
L'organo.

Il monastero benedettino di Fulda venne fondato nel 744 da santo Sturmio, discepolo di san Bonifacio. Tra il 790 e l'819 la comunità ricostruì il monastero principale per accogliere le spoglie di San Bonifacio, considerato l'"Apostolo della Germania". Il progetto si basava sul modello di costruzione dell'Antica basilica di San Pietro in Vaticano, risalente al IV secolo (oggi demolita). Vennero usate parti della chiesa precedente, come il transetto e la cripta.
La chiesa venne rifatta in stile barocco fra il 1704 e il 1712 ad opera dell'architetto Johann Dientzenhofer, che concepì un edificio a tre navate con cupola centrale e facciata affiancata da due torri gemelle. L'interno è decorato con stucchi, statue e altari barocchi, opere del ticinese Giovanni Battista Artari.
Il 5 ottobre 1752, con la bolla In Apostolicae dignitatis di papa Benedetto XIV, venne eretta la diocesi di Fulda e il principe-abate ottenne il titolo tradizionale di principe vescovo. Originariamente la diocesi era immediatamente soggetta alla Santa Sede. I principi-vescovi governarono Fulda e i suoi possedimenti nella regione sin quando il vescovato non venne dissolto dalla dominazione napoleonica, nel 1803.